# Гирчовник
Гирчовник (лат. Conioselinum) — род многолетних травянистых растений семейства Зонтичные (Umbelliferae), распространенных практически по всему Северному Полушарию.

## Название
Русское родовое название гирчовник означает «похожий на гирчу» и отражает внешнее сходство этих двух родов. Само слово «гирча» указывает на горький вкус растения, вероятней всего, гирчи тминолистной.
Латинское родовое название лат. Conioselinum образовано слиянием названий двух других ботанических родов — лат. Conium (Болиголов) и лат. Selinum (Гирча).

## Ботаническое описание
Многолетние голые травы высотой 10–150 см с горизонтальными корневищами или каудексами. Стебель высокий, прямой, полый, цилиндрический, немного борозчатый, в верхней части ветвистый.
Листья дважды-трижды перисторассечённые. Черешки полые, переходят в перепончатые влагалища. Базальные сегменты на черешочках. Конечные доли листьев линейные, яйцевидные или ланцетовидные. Нижние листья на черешках. Обёрточка отсутствует или из 5–7 ланцетовидных листочков.
Соцветия — сложные зонтики с 7–30 лучами, 1,5–10 см в поперечнике, с обёрткой или обёрточкой из цельных листочков (иногда обёртки нет). Цветки обоеполые. Чашечка без зубцов. Лепестки белые или зеленоватые, широко обратнояйцевидные, выемчатые, с короткой загнутой внутрь верхушкой. Зубцы чашечки незаметные.
Подстолбие короткоконическое, столбики отогнутые, длиннее подстолбия.
Плоды яйцевидно-продолговатые, со спинок сжатые. Полуплодики с пятью крыльями, из них три спинные значительно уже краевых. Первичные ребра без ясных пучков, канальцы под ложбинками в числе 1–4, на спайке их 4–8. Белок на спайке плоский.
Число хромосом: 2n = 14, 22, 44.}

## Распространение и экология
Природный ареал рода простирается по всей Сибири до Тихого океана, охватывает северную и центральную Европу, горы Средней Азии, Северную Америку. В России произрастает 4 вида: C. chinense, C. longifolium, C. smithii и С. tataricum.
Встречаются в горных и равнинных, хвойных, смешанных и лиственных лесах по лесным опушкам, среди кустарников, на сырых лугах. По склонам гор, на луговинках, на каменистых берегах моря и речек.

## Классификация

### Таксономия[5]
Conioselinum  Hoffm., 1814, Gen. Pl. Umbell.: 180
Род Гирчовник относится к семейству Зонтичные (Apiaceae) порядка Зонтикоцветные  (Apiales). Кладограмма в соответствии с Системой APG IV:
|  |                                      |  |                                   |                                   |                     |  | ещё 6 семейств |               |               |                                                       |
|  |                                      |  |                                   |                                   |                     |  |                |               |               | 18 подтвержденных видов и 4 в статусе "непроверенных" |
|  |                                      |  |                                   | порядок Зонтикоцветные            |                     |  |                |               | род Гирчовник |                                                       |
|  |                                      |  |                                   | порядок Зонтикоцветные            |                     |  |                |               | род Гирчовник |                                                       |
|  | отдел Цветковые, или Покрытосеменные |  |                                   |                                   | семейство Зонтичные |  |                |               |               |                                                       |
|  | отдел Цветковые, или Покрытосеменные |  |                                   |                                   |                     |  |                |               |               |                                                       |
|  |                                      |  | ещё 63 порядка цветковых растений | ещё 63 порядка цветковых растений |                     |  |                | ещё 447 родов | ещё 447 родов |                                                       |
|  |                                      |  |                                   | ещё 63 порядка цветковых растений |                     |  |                |               | ещё 447 родов |                                                       |

### Виды
- со статусом «подтвержденный» ('accepted')
  - Conioselinum acuminatum  (Franch.) Lavrova 
  - Conioselinum anthriscoides  (H.Boissieu) Pimenov & Kljuykov 
  - Conioselinum chinense (L.) Britton, Sterns & Poggenb. — Гирчовник китайский, или Моржовник
  - Conioselinum longifolium Turcz.  — Гирчовник длиннолистный
  - Conioselinum mexicanum  J.M.Coult. & Rose 
  - Conioselinum morrisonense  Hayata 
  - Conioselinum nepalense  Pimenov & Kljuykov 
  - Conioselinum officinale (Makino) K.Ohashi & H.Ohashi
  - Conioselinum pseudoangelica  (H.Boissieu) Pimenov & Kljuykov 
  - Conioselinum pteridophyllum  (Franch.) Lavrova 
  - Conioselinum reflexum  Pimenov & Kljuykov 
  - Conioselinum scopulorum  J.M.Coult. & Rose 
  - Conioselinum shanii  Pimenov & Kljuykov 
  - Conioselinum sinchianum  (K.T.Fu) Pimenov & Kljuykov 
  - Conioselinum smithii (H.Wolff) Pimenov & Kljuykov  — Гирчовник Смита
  - Conioselinum tataricum Hoffm. — Гирчовник татарский, или Conioselinum vaginatum  (Spreng.) Thell. — Гирчовник влагалищный[4]
  - Conioselinum tenuisectum  (H.Boissieu) Pimenov & Kljuykov 
  - Conioselinum tenuissimum  (Nakai) Pimenov & Kljuykov

- со статусом «непроверенный» ('unchecked')
  - Conioselinum ajanense  (Regel & Tiling) A.P.Khokhr. 
  - Conioselinum angelicifolium  (Franch.) Lavrova 
  - Conioselinum sinomedicum  Pimenov & Kljuykov